# Ville-devant-Belrain
Ville-devant-Belrain település Franciaországban, Meuse megyében. Lakosainak száma 33 fő (2022. január 1.). Ville-devant-Belrain Belrain, Nicey-sur-Aire, Rupt-devant-Saint-Mihiel és Villotte-sur-Aire községekkel határos.

## Népesség
A település népessége az elmúlt években az alábbi módon változott:
| Lakosok száma | 41   | 19   | 29   | 27   | 34   | 34   | 34   | 33   | 32   | 33   |
|               | 1968 | 1990 | 2006 | 2011 | 2015 | 2016 | 2018 | 2019 | 2021 | 2022 |